# Œuf au treillis de diamants
L'Œuf au treillis de diamants est l'une des pièces d'orfèvrerie fabriquées sous la direction du joaillier russe Pierre-Karl Fabergé pour la famille Impériale Russe dont la collection est connue comme les œufs de Fabergé.
Créé en 1892, l'œuf a été fabriqué pour Alexandre III qui l'a offert à son épouse Maria Fedorovna. L'œuf contenait un automate d'éléphant en ivoire recouvert de pierres précieuses. Cette « surprise », disparue de nombreuses années, a été retrouvée dans la collection de la famille royale britannique.
L'œuf appartient à un couple américain, Artie et Dorothy McFerrin, et est exposé au musée des sciences naturelles de Houston.